# Иван Делибозов
Иван Делибозов е български революционер, войвода на Вътрешната македоно-одринска революционна организация.

## Биография
Иван Делибозов е роден в 1871 година в малкотърновското село Гьоктепе, тогава в Османската империя, днес Звездец, България. Влиза във ВМОРО и заедно с Киро Узунов става организатор в Малкотърновско. По време на Илинденско-Преображенското въстание е помощник на войводата Узунов. След като Узунов е ранен на 20 юли - четата е оглавена от Делибозов и участва в нападението на граничните постове Босна и Живак.